# Kings Park
Kings Park és una concentració de població designada pel cens dels Estats Units a l'estat de Nova York. Segons el cens del 2000 tenia 16.146 habitants.

## Demografia
Segons el cens del 2000, Kings Park tenia 16.146 habitants, 5.480 habitatges, i 4.197 famílies. La densitat de població era de 1.058,4 habitants per km².
Dels 5.480 habitatges en un 36,4% hi vivien nens de menys de 18 anys, en un 65,1% hi vivien parelles casades, en un 8,7% dones solteres, i en un 23,4% no eren unitats familiars. En el 20,1% dels habitatges hi vivien persones soles el 10,6% de les quals corresponia a persones de 65 anys o més que vivien soles. El nombre mitjà de persones vivint en cada habitatge era de 2,86 i el nombre mitjà de persones que vivien en cada família era de 3,32.
Per edats la població es repartia de la següent manera: un 25,2% tenia menys de 18 anys, un 5,7% entre 18 i 24, un 31,9% entre 25 i 44, un 23,3% de 45 a 60 i un 13,9% 65 anys o més.
L'edat mediana era de 38 anys. Per cada 100 dones de 18 o més anys hi havia 92 homes.
La renda mediana per habitatge era de 69.819 $ i la renda mediana per família de 80.952 $. Els homes tenien una renda mediana de 53.125 $ mentre que les dones 36.008 $. La renda per capita de la població era de 26.906 $. Entorn del 2,6% de les famílies i el 3,7% de la població estaven per davall del llindar de pobresa.